# Roberto Camardiel
Roberto Camardiel est un acteur espagnol né le 29 novembre 1917 à Alagón et mort le 7 novembre 1986 à Madrid. Faisant ses débuts en 1952, il connaît une longue et prolifique carrière, notamment dans les années 1960, avec plus de 130 rôles.

## Filmographie

### Cinéma
- 1952 : Persecución en Madrid
- 1958 : Le Rossignol des montagnes : Peppino
- 1959 : Molokai, la isla maldita : Bluck
- 1960 : L'Homme de la frontière : Max
- 1960 : Mi calle : Marcelino
- 1961 : La Fureur d'Hercule : Cleonte
- 1961 : Le Colosse de Rhodes : Xerxès
- 1961 : Mon ami Josélito : Ramon
- 1962 : Teresa de Jesús
- 1962 : Le Fils du capitaine Blood : Olivier Orguelthorpe
- 1962 : La Tigresse
- 1963 : Le Jaguar : Juano
- 1963 : Persée l'invincible : Cefeo
- 1964 : Agent secret FX 18 : Mazekia
- 1964 : Échappement libre : Stefanidès
- 1965 : Murieta : Garcia
- 1965 : Le Vampire de Düsseldorf : le régisseur du cinéma
- 1965 : 001 destination Jamaïque (en)
- 1965 : Quatre Hommes à abattre de Primo Zeglio : Señor Terry
- 1965 : Et pour quelques dollars de plus : l'employé à la gare de Tucumcari
- 1965 : Adiós gringo : Dr Verne Barfield
- 1965 : Les Frères Dynamite : Dusty
- 1966 : Cent mille dollars pour Lassiter : Pedro
- 1966 : L'Homme de Marrakech
- 1966 : Colorado : Shérif Jellicol
- 1967 : Sept Écossais explosent : Pa Donovan
- 1967 : Adiós hombre de Mario Caiano : Doc
- 1967 : Tire encore si tu peux : M. Sorrow
- 1967 : Platero y yo : Narbon
- 1967 : Les Têtes brûlées : Salvador
- 1968 : Un train pour Durango : Lobo
- 1968 : Un colt et le diable : Oncle Pink
- 1968 : Avec Django ça va saigner : Dr Alan Curtis
- 1969 : Quinto : à ne pas tuer : William
- 1970 : On ne greffe pas que les cœurs... : Don Liborio
- 1970 : Le Défi des MacKenna : Don Diego
- 1970 : Arizona se déchaîne : Double Whiskey
- 1970 : Abattez Django le premier
- 1971 : El Cristo del océano de Tito Fernández
- 1972 : Fais attention Ben, Charlie arrive : le shérif de Silvertown
- 1972 : Amigo, mon colt a deux mots à te dire : L'udriaco
- 1972 : Je signe avec du plomb... Garringo : Duffy
- 1972 : Alléluia défie l'Ouest : Général Manuel Ramirez
- 1972 : Quatre souris pour un hold-up
- 1976 : Mauricio, mon amour : Dr Pereda
- 1983 : Juana la Loca
- 1983 : El Cid cabreador

### Télévision
- 1977 : Curro Jiménez (1 épisode)
- 1981 : Le Bel Été : Alcalde (1 épisode)